# Мужской баскетбольный турнир первого дивизиона NCAA
Мужско́й баскетбо́льный турни́р пе́рвого дивизио́на NCAA (англ. NCAA Division I Men's Basketball Tournament), также известный как «Ма́ртовское безу́мие» (англ. NCAA March Madness) — соревнование, проводящееся в США каждую весну. Проводится по олимпийской системе с участием 68 команд первого дивизиона Национальной ассоциации студенческого спорта (NCAA). Создано в 1939 году Национальной ассоциацией баскетбольных тренеров.
Турнир 2020 года был отменён из-за пандемии COVID-19.

## Действующий формат турнира
NCAA несколько раз меняла формат проведения турнира из-за изменения количества участников. Данный формат действует с 2011 года.

### Отбор
Всего в турнире принимают участие 68 команд. 32 команды получают автоматическую квалификацию, как победители конференций. В данный момент все победители 32 конференций определяются путём внутреннего турнира. Ivy League была последней конференцией, которая его не проводила. В сезоне 2015/16 место в турнире NCAA получил чемпион регулярного сезона. Если несколько команд делили первое место «регулярки», то между ними проводились тай-брейки. С 2017 года лига проводит собственный постсезонный турнир.
Оставшиеся 36 мест определяются специальной отборочной комиссией. При отборе комиссия учитывает количество и качество побед в регулярном чемпионате и среднюю силу соперников по конференции. Процесс отбора команд транслируется по общенациональному телевидению в воскресенье, которое болельщики и СМИ называют «Selection Sunday». Комиссия также определяет номера посева для этих 36 команд и помещают их в отборочную сетку.

### Регионы
Турнир разделён на четыре региона, каждый их которых представлен как минимум 16 командами.
Названия регионов меняются от года в год и имеют географический характер (например, «Восток», «Юг», «Средний Запад» и «Запад»). С 1957 по 1984 год использовалось обозначение «Ближний Восток», примерно соответствующее Юго-востоку США. С 1985 по 1997 год «Ближний Восток» был известен как «Юго-восток», а с 1998 года был переименован в «Юг». Выбранные названия примерно соответствуют местоположению четырёх городов, принимающих региональные финалы. С 2004 по 2006 годы регионы носили названия городов, в которых они проводились, но с 2007 года вернулись к традиционным географическим обозначениям.

#### Посев и составление сетки
Отборочная комиссия оценивает все 68 команд и даёт им номера посева (с 1 до 68). Затем комиссия распределяет команды по регионам. Четыре лучшие команды будут распределены между четырьмя регионами, и каждая получит первый номер посева в своём регионе. После этого следующие четыре команды так же будут распределены между четырьмя регионами, каждая из которых получит второй номер посева и т. д., за некоторыми исключениями. По логике, такое формирование дало бы каждому региону по семнадцать команд, но их всего шестнадцать. Поэтому фактический посев среди прочего зависит от рейтинга восьми команд, которые комиссия выбирает для плей-ин турнира «Первые четыре».
Отборочной комиссии также поручено разместить команды таким образом, чтобы по возможности команды из одной конференции не могли встретиться до региональных финалов. Кроме того, ей также дано указание избегать любых возможных матчей-реваншей игр регулярного сезона или игр первого и второго раундов турнира прошлого года. Чтобы соответствовать этим требованиям, отборочная комиссия может переместить одну или несколько команд на одно место вверх или вниз от их соответствующего исходного посева. Кроме того, рейтинг восьми команд, отобранных для участия в плей-ин турнире, также может повлиять на окончательный посев.
Таким образом, после составления сетки определяется кто с кем будет играть в национальных полуфиналах и финалах. То есть, в первом национальном полуфинале победитель конференции, в которой была посеяна первая команда турнира, играет с
победителем конференции, в которой была посеяна четвёртая команда турнира, а во втором полуфинале победитель конференции, в которой была посеяна вторая команда турнира, играет с победителем конференции, в которой была посеяна третья команда турнира.

#### Место проведения
В турнире все площадки номинально нейтральны. Командам запрещается играть на своих домашних площадках до «Финала четырёх». Согласно действующим правилам NCAA, любая площадка, на которой команда провела более трёх игр регулярного сезона, считается домашней. Исключением стал Дейтонский университет, которому в 2015 году разрешили сыграть на своей площадке в плей-ин турнире.
Место проведения «Финала четырёх» определяется на годы вперёд и не может быть изменено независимо от его участников. По этой причине команда потенциально может играть в «Финале четырёх» на своей домашней площадке, хотя это маловероятно, поскольку он проводится на площадках больших, чем большинство баскетбольных арен университетов.

### Раунды
Турнир состоит из нескольких туров и проводится по олимпийской системе. В настоящее время названия турнира выглядят следующим образом:
- Первые четыре (плей-ин турнир)
- Первый раунд
- Второй раунд
- Региональные полуфиналы («Sweet Sixteen»)
- Региональные финалы («Elite Eight»)
- Национальные полуфиналы («Финал четырёх»)
- Национальный финал

#### Первые четыре
Этот раунд проводится с 2011 года. В нём принимают участие 8 команд — четыре команды с худшим посевом среди победителей конференций играют с четырьмя командами с худшим посевом среди отобранных комиссией, соответственно своим регионам. Победители попадают в первый раунд.

#### Первый и второй раунды
Во время первого раунда 1-е сеянные каждого региона играют против 16-х сеянных, 2-е против 15-х и так далее. Такой формат должен обеспечивать более «сильным» командам более «слабых» соперников. Первые 16 игр проводятся в четверг после плей-ин. Оставшиеся 16 игр первого раунда проводятся в пятницу. 32 победителя попадают во второй раунд.
Второй раунд проводится сразу после первого раунда. Первые 8 игр проводятся в субботу, а оставшиеся 8 игр — в воскресенье. 16 победителей, известных как «Sweet Sixteen», попадают в региональные полуфиналы.

#### Региональные полуфиналы и финалы
Региональные полуфиналы и финалы проводятся на следующей неделе после первого и второго раундов. По аналогии с предыдущими раундами, первые 4 региональных полуфинала проводят в четверг, и оставшиеся 4 — в пятницу. Победителей этого раунда называют «Elite Eight».
В субботу играют победители четверга, а в воскресенье — победители пятницы. После вторых выходных турнира определяются региональные чемпионы, которые отправляются в «Финал четырёх».

#### Финал четырёх
Победители каждого региона проходят в «Финал четырёх», где в субботу проходят национальные полуфиналы, а в понедельник — национальный финал. Как отмечалось выше, кто и с кем сыграет, определяется общим рейтингом четырёх первых мест в исходной сетке, а не рейтингом самих команд-участниц.